# Brăești, Botoșani
Braesti là một xã thuộc hạt Botoșani, România. Dân số thời điểm năm 2002 là 2235 người.